# Cole Turner
Cole Turner è un personaggio del telefilm Streghe interpretato da Julian McMahon. È figlio unico dell'umano Benjamin Colerige Turner e della demone Elisabeth Turner e questo lo rende un ibrido tra queste due specie. È nato il 19 gennaio 1885. Muore nell'episodio 5.12 Cento volte streghe, ma fa la sua ultima apparizione nella puntata 7.16 L'amore ritrovato in cui viene spiegato che è finito nel limbo.

## Biografia
Cole nasce il 19 gennaio 1885 sotto segno di Capricorno. È figlio dell'umano Benjamin Colerige Turner, un assessore dello stato, e di una demone di livello superiore di nome Elisabeth. Questo lo rende per metà demone e umano, quindi possiede poteri soprannaturali, ma anche emozioni e sentimenti che lo fanno più vulnerabile. Il padre morì per mano della moglie quando scoprì la sua vera natura e cercò di proteggere il figlio da lei. La sua anima viene intrappolata in una sfera e presa dalla Triade e poi da Raynor. Cole cresce venendo allevato al Male per diventare un potente demone di livello superiore conosciuto come Belthazor. Finisce anche sul Libro delle Ombre dove viene definito malvagio e pericoloso. Nel corso della serie viene detto più volte che ha passato più di un secolo a seminare morti di innocenti, ma nell'episodio 5.12 Cento volte streghe viene affermato che compie il suo centesimo compleanno.
Col tempo entra in un clan di demoni, la Confraternita del Rovo, il cui capo è un demone chiamato Raynor. Entra nella serie con la missione affidatagli dalla Triade di uccidere le sorelle Halliwell. Se riuscirà a portarla al termine, loro gli restituiranno l'anima di suo padre.

## Terza stagione
Cole appare per la prima volta nella terza stagione. È un demone di livello superiore, per metà umano, padre mortale e madre demone, ha quindi un'anima, un caso unico nel cosmo (rivelato nell'episodio 4.22) inviato dalla Triade (un trio di demoni di livello superiore) per eliminare le sorelle streghe Halliwell (Prue, Piper e Phoebe). I suoi tentativi di ucciderle (durante i quali si trasforma nella sua forma demoniaca, Belthazor) però falliscono e Cole s'innamora di Phoebe, una delle sorelle. Per questo quando ha l'occasione di ucciderla (episodio 3x07) decide di non farlo. Nell'episodio 3x08 Phoebe, innamorata anch'ella di Cole, scopre che il demone che più volte ha tentato di ucciderle era proprio il suo nuovo partner, e quando ha l'opportunità di eliminarlo con una pozione decide di risparmiarlo e lo lascia fuggire dicendo alle sorelle di averlo eliminato.
Cole, dopo aver eliminato la Triade, ed esser stato cacciato dalla Sorgente per il suo tradimento, ritorna da Phoebe affermando di essere cambiato e di voler usare i suoi poteri demoniaci per il bene. Per salvare Phoebe che rischiava di morire a causa di un'antica maledizione, torna indietro nel tempo nel Far West assieme a Prue dove l'aiuta a spezzare l'incantesimo. Si guadagna la fiducia delle sorelle tanto che Piper lo invita al suo matrimonio con Leo. Phoebe e Cole sono sempre più innamorati e si fidanzano. Nelle ultime tre puntate della terza stagione però una Fratellanza di Demoni riesce a portare di nuovo Cole dalla parte del male, ma Phoebe riesce a farlo ritornare buono con una pozione.

## Quarta stagione
Alla fine della terza stagione Prue muore, uccisa dal demone Shax. Nella prima puntata della quarta stagione le Halliwell scoprono di avere una sorella segreta, Paige Matthews-Halliwell, che è per metà strega e per metà angelo bianco, con la quale ricompongono il potere del trio. Nel frattempo La Sorgente, decisa ad eliminare definitivamente il trio, usa gli enormi poteri del Vuoto, ma prima che riesca a prevalere sulle sorelle, Cole, diventato umano dopo l'eliminazione della sua metà demoniaca, assorbe il Vuoto aiutando in tal modo le Halliwell a distruggere la Sorgente. Purtroppo la Sorgente, intesa come suprema entità del male, non viene annientata con la morte del demone che la personifica, ma passa ad un altro demone, e stavolta si trasferisce in Cole, che diviene così la nuova Sorgente. Phoebe, che non si è resa conto di ciò che è successo, accetta di sposare Cole, ed egli con l'inganno fa in modo che il matrimonio venga celebrato da un sacerdote oscuro: così anche Phoebe inizia ad essere condotta verso il male. Poco dopo rimane incinta e sotto l'influsso della creatura che porta in grembo, destinata a diventare una delle forze demoniache più potenti, Phoebe diventa la regina degli Inferi. Tuttavia alla fine la sua vera natura prevale: ritornata dalla parte delle sue sorelle, decide di rinunciare all'amore della sua vita e le aiuta ad eliminare Cole. Così il figlio di Cole, ancora nel grembo di Phoebe, diventa la nuova Sorgente, e la Veggente decide di impadronirsene, riuscendo a trasferirlo nel suo ventre; quando però tenta di uccidere le Halliwell con i suoi nuovi poteri di Sorgente, loro si difendono con il Potere del Trio, che respinge indietro l'attacco e distrugge la Veggente assieme alla creatura che porta in grembo e a tutti i demoni presenti.
Cole viene spedito nel Demonic Wasteland dove affronta un terribile mostro che divora tutti i demoni che finiscono lì; riesce però ad assorbire i poteri degli altri demoni e ad uccidere il mostro. Tornato sulla Terra, Cole salva Phoebe da un cacciatore di streghe che stava per ucciderla.

## Quinta stagione
Nonostante Cole tenti di dimostrare di essere ritornato dalla parte del bene, Phoebe non vuole più saperne di lui e i due divorziano. Nel corso dei mesi Cole, oltre a dare segni di malvagità, impazzisce e vuole farla finita: scopre però di essere diventato invulnerabile. Dopo aver tentato in tutti i modi di far tornare Phoebe da lui, Cole decide di accettare l'offerta delle Incarnazioni di diventare uno di loro: diventato un'Incarnazione crea una realtà alternativa nella quale Paige (colei che aveva scoperto che Cole era diventato la nuova Sorgente) è morta prima di riuscire a conoscere le proprie sorelle. Però Paige, a causa di un provvidenziale starnuto che la fa orbitare proprio nel momento in cui la realtà stava cambiando, non scompare, anche se le sorelle e Leo non si ricordano di lei. Anche nella realtà alternativa Phoebe non lo ama più e, convinta da Paige, elimina definitivamente Cole, che essendo nella realtà alternativa ancora Belthazor, non è più invincibile.
Cole finisce nel vuoto cosmico tra la vita e la morte apparendo solo un'altra volta nella serie: nell'episodio 7x16 (150º episodio). Piper, dopo essere finita in coma, si ritrova nel vuoto cosmico tra la vita e la morte dove incontra Cole che le dà dei consigli per ritrovare il suo amore Leo. Nello stesso episodio si scopre che era stato lo stesso Cole a fare sì che Phoebe avesse una breve storia d'amore (durata 3 episodi) con il demone Drake per darle la possibilità di ritrovare fiducia nell'amore. Dopo questa comparsa, Cole non appare più.

## Fumetti
Cole ricompare nella nona serie a fumetti, pubblicata ufficialmente nel 2010 dalla Zenescope Entertainment, aiutando Piper ad uscire dal mondo creato dalla prima strega. Volendo redimersi per il male commesso in passato, accetterà l'incarico datogli da Patty, la madre di Prue, Piper e Phoebe, e madre biologica di Paige, di ritrovare Prue che si è reincarnata. Grazie a quest'ultima riuscirà a riportare in vita suo padre.

## Poteri e abilità
Quando aveva i poteri di Belthazor, Cole era in grado di teletrasportarsi attraverso lo spazio e anche attraverso il tempo (riesce infatti ad apparire nella notte di ognissanti del 1670), lanciare sfere di energia e assumere il suo aspetto demoniaco, che gli conferisce una forza e una resistenza sovraumane e potenzia ulteriormente i suoi già formidabili superpoteri.
Dopo aver perso i suoi poteri e aver assorbito il potere del Vuoto, Cole acquisisce i potentissimi poteri della Sorgente: dispone della facoltà di utilizzare tutti i poteri dei demoni, può trasformarsi in altre persone, teletrasportarsi, lanciare palle di fuoco, uccidere con un solo tocco, rigenerazione e ha il controllo assoluto su tutti i demoni.
Come Incarnazione, Cole dispone di poteri praticamente illimitati, che però non hanno effetto sull'amore, anche se è in grado di modificare il corso del tempo e alterare la realtà.

## Curiosità
Nel romanzo erotico "Dancing in the Dark" di Jennifer Dunne l'eroina è "ossessionata" dal personaggio.